# USS Perch (1944)
De USS Perch (SS-313) (later: SSP/ASSP/APSS/LPSS/IX) was een Balao-klasse onderzeeër van de United States Navy. De eerste was de USS Perch (SS-176), maar die werd op 3 maart 1942 tot zinken gebracht in de Pacifische Oorlog. Beiden vochten tijdens de Tweede Wereldoorlog in de Stille Oceaan, maar de tweede "Perch"-onderzeeboot was een langer leven beschoren. Ze werden genoemd naar een kleine vissoort, "Perch", die voortkomt in de koude Europese wateren, de "Percidae"-familie. 

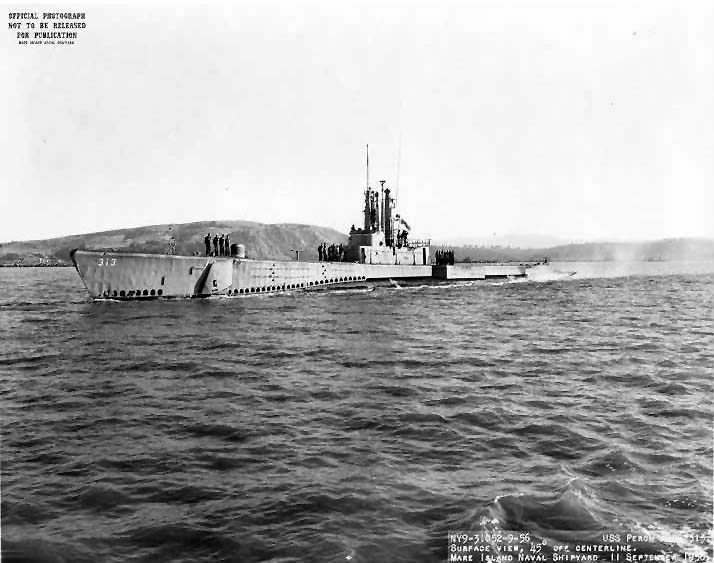
USS Perch (SS-313) bij Mare Island Naval Shipyard, Vallejo, Californië op 11 september 1956

## Geschiedenis
De tweede USS Perch (SS-313) werd gebouwd op 5 januari 1943, door de Electric Boat Company in Groton, Connecticut en de tewaterlating gebeurde op 12 september 1943. De doop gebeurde door Mrs. David A. Hart en hij werd in dienst gesteld op 7 januari 1944. Zijn eerste bevelhebber was Luitenant-Commandant Blish C. Hills.
Na zijn algemene outfit en aangevulde bemanningsrol, vertrok de nieuwe boot op 19 januari 1944 naar Key West, Florida, waar hij zijn diensten aanbood aan de Fleet Sound School. Daarna vertrok ze via het Panamakanaal, richting Pear Harbor, waar hij op 3 april aankwam.

### Eerste oorlogspatrouille, april - juni 1944
Op 29 april vertrok hij uit Pearl Harbor, samen met de USS Peto (SS-265) naar Midway, waar de USS Picuda (SS-382) zich bij hen aansloot. De Zuid-Chinese Zee werd het jachtgebied voor het Wolfpack. Vroeg in de morgen van 24 mei, kwam het trio in contact met een kleine tanker en beschadigden hem met vier rake torpedoinslagen.
De Japanse tegenaanval door een eenzame torpedobootjager, vermeden hun verdere periscoopwaarnemingen van hun aangerichte schade en de torpedojager, koos en sloeg de USS Perch voorlopig uit de strijd, doordat beide hoge persluchttanks, door de dieptebomaanvallen, beschadigd waren en zetten daarmee de pompkamer bijna half onder water. De USS Perch keerde beschadigd terug naar de Marshalleilanden, waar hij op 4 juni in Majuro aankwam.

### Tweede oorlogspatrouille, juni - augustus 1944
Op 27 juni begon de USS Perch aan zijn oorlogspatrouille, na de nodige herstellingen. Dit keer in de Straat Surigao op de Filipijnen. Hij bracht een Japanse trawler van 100 ton tot zinken met zijn dekkanon en bewapening, vooraleer hij terugkeerde naar Pearl Harbor op 26 augustus 1944.

### Derde oorlogspatrouille, september 1944
De USS Perch vertrok vanuit Pearl Harbor voor haar derde oorlogspatrouille op 19 september. Vanuit Midway voerde hij mee met de USS Croaker (SS-246) en de USS Escolar (SS-294), waar ze alle drie aankwamen op de scheiding van de twee zeeën, de Oost-Chinese Zee en de Gele Zee. 
De USS Perch viel, zonder succes overigens, een zwaar geëscorteerd konvooi aan, en volbracht daarna bewakingsdiensten voor de ondersteuning van B-29 Superfortress-raids naar Honshu, Japan.
De USS Perch kwam ter hoogte van Saipan om haar stookolie bij te tanken, voor een tocht naar Brisbane, Australië, voor dienstplichten met andere onderzeeboten, de Southwest Pacific Fleet.

### Vierde oorlogspatrouille, september 1944 - februari 1945
De vierde oorlogspatrouille begon op 19 september, vanuit Brisbane. Eerst patrouilleerde ze nabij Hainan, China, en de volgende nabij Singapore, en uiteindelijk in de Straat Balabac, bij Borneo. 
Ze nam geen enkel vijandelijk schip waar, en beëindigde hiermee haar patrouille in Fremantle, ten westen van Australië, op 15 februari 1945.

### Vijfde oorlogspatrouille, maart - april 1945
Op 12 maart vertrok de USS Perch vanuit Fremantle, met elf Australische getrainde specialisten in Commando-gevechtsopdrachten aan boord.
Op de eerste nacht van de missie, in de Straat Makassar, boven Balikpapan, Borneo, dropte hij vier commando's op de kust, voor het verkennen van het strand en het omliggende gebied. Twee nachten later kwam hij toe, en dichter aan land, tot het van boord zetten van de rest van de commandogroep, om het omliggende gebied te verkennen. De USS Perch kwam in contact met een gewapend vrachtschip van 300 ton, dat ronddraaide en naar open zee opstoomde.
De USS Perch bestookte de Japanner met zijn kanonsalvo's en bij de eerste treffers begon het gewapende vrachtschip te branden met een torenhoge vlammeninferno en zonk daarna weg in de golven. De USS Perch keerde terug naar Fremantle, West-Australië, en maakte zijn vijfde patrouilletaak af.

### Zesde oorlogspatrouille, april - juni 1945
Op 15 april vertrok ze weer uit Fremantle voor zijn zesde oorlogspatrouille en sloot zich aan in de Javazee, op jacht naar vijandelijke schepen. Wanneer ze in contact kwam met een konvooi van twee schepen en een waakzame torpedobootjager, ontdekte hij de Amerikaanse onderzeeër en onderwierp hem met verscheidene dieptebomaanvallen, die twee uren duurde, met als resultaat, aanzienlijke schade, door heel de boot.
De vakkundige bemanning kon de boot weer herstellen en kon uiteindelijk ontsnappen van de Japanse belager. Daarna stevende hij naar de Chinese kust voor patrouilles nabij Hainan, vooraleer ze terugkeerde naar Pearl Harbor.

### Zevende oorlogspatrouille, juli - augustus 1945
Op 11 juli vertrok de USS Perch vanuit Pearl Harbor, en na bijbunkering in Saipan, ging hij verder noordwaarts, voor dienstdoende taken in de "Lifeguard League", nabij Japan. Op 13 augustus 1945 redde hij een Navypiloot van een neergestorte F4U Corsair-jachtvliegtuig uit het water, twee zeemijl uit de kust. Daarna beschoot hij met zijn bewapening Japanse vissersvaartuigen en gebouwen langs het kuststrand en keerde terug naar open zee. Enkele uren later, op dezelfde dag, pikte hij een andere piloot van hetzelfde Fighter Squadron, vijf zeemijl buiten de kust.
Twee dagen later gaf Japan zich over, en de USS Perch keerde terug naar Pearl Harbor op 30 augustus 1945.

## Verandering naar transportonderzeeër;Koreaanse Oorlog

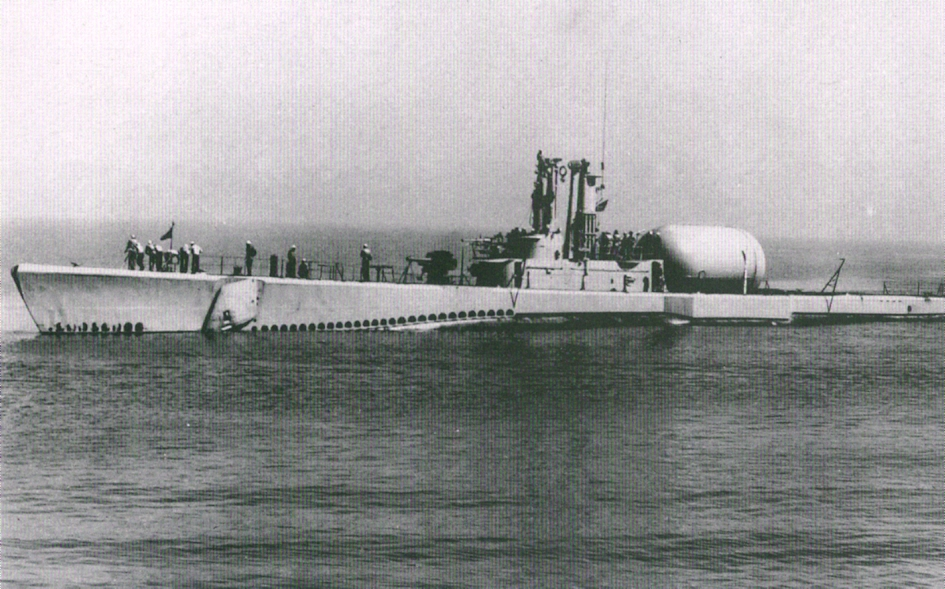
USS Perch (ASSP-313) na de ombouw tot transportonderzeeër

De USS Perch vertrok uit Pearl Harbor en zette koers voor de Golden Gate, en kwam er toe aan Hunters Point op 8 september. Hij werd uit dienst gesteld en werd in de Reservevloot geplaatst in januari 1947. Op 19 januari 1948 werd de USS Perch heringedeeld als een transportonderzeeër, SSP-313, en werd in een actievere status geplaatst, in aansluiting met de U.S. Pacific Fleet.
De USS Perch (SSP-313) nu, werd uit dienst geplaatst op Mare Island Naval Shipyard op 20 mei 1948, met Lt.-Comm. O. H. Payne als bevelhebber. 
In de loop van 1949, nam de onderzeeboot weer deel in een gemengde troepen- en vrachtgelastende oefeningen. Op 31 januari 1950 werd de USS Perch heringedeeld als Transportonderzeeboot, ASSP-313.
In september 1950 transporteerde de USS Perch (ASSP-313) een strijdmacht van Britse Commando's in een raid op de noordoostelijke kust van Korea, ten westen van Tanchon. Het actiedoel was, een treintunnel op de noord-zuid bevoorradingslijn. Die werd vernietigd, met verlies van één commando, die daarna begraven werd in zee, met alle militaire eer.
De bevelvoerende officier, Lt.-Commandant R. D. Quinn, kreeg als enige onderzeeboot-Commando-officier, de gevechtsonderscheiding, tijdens het Koreaans conflict, wanneer hij werd gehuldigd met de Bronze Star, voor deze actie. 

### Jaren 1950

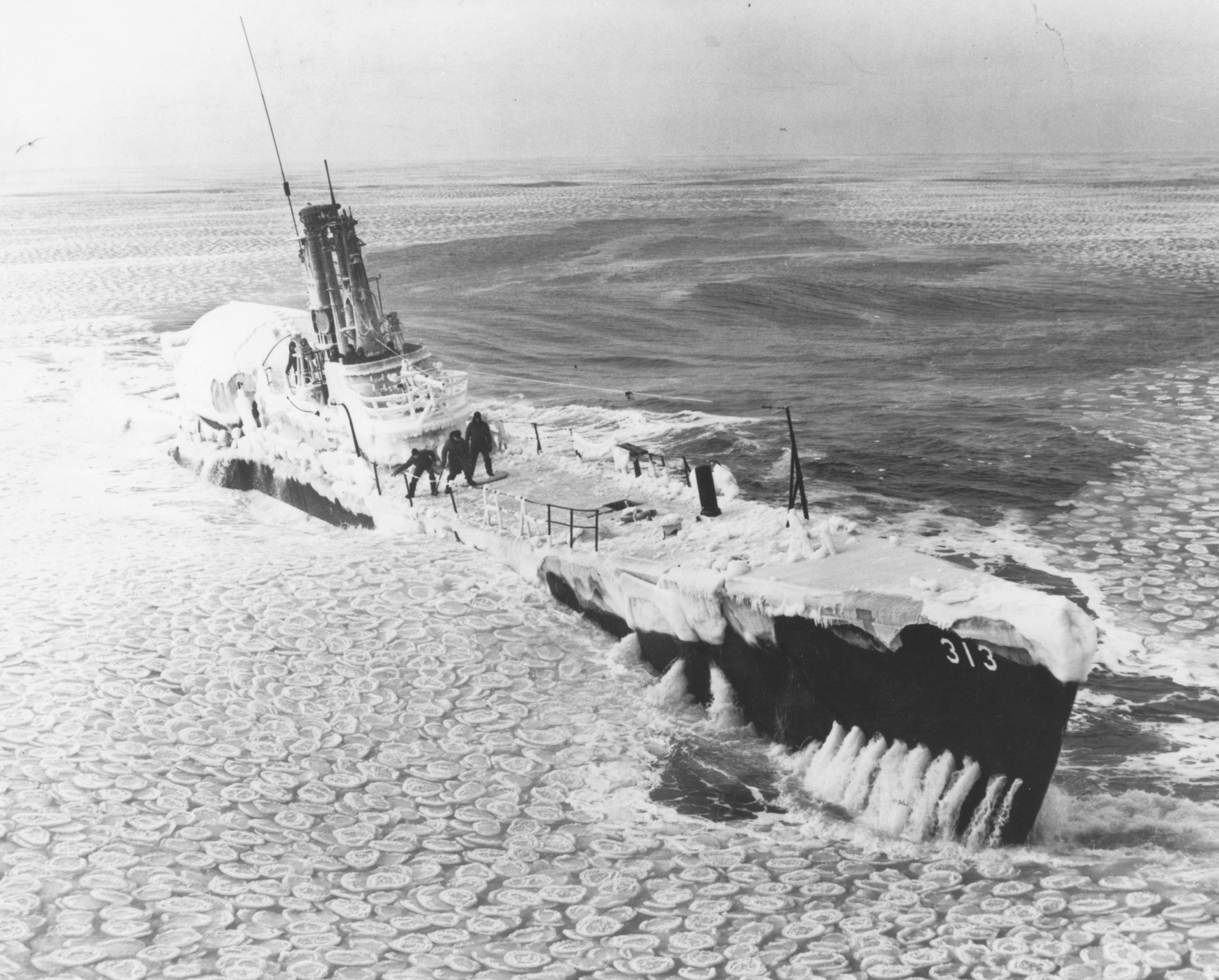
USS Perch ASSP-313 in het noordpoolgebied

Van augustus 1951 tot maart 1952, kreeg de USS Perch (ASSP-313) een algemene opknapbeurt op Mare Island. Van 1952 tot 1954 deed de USS Perch (ASSP-313) oefeningen, o.a. "raids en verkenningstochten" rond verschillende Alaskische- en Hawaïaanse eilanden. Ook voer ze in de winter van 1952-1953 langs het zee-ijs in het Noordpoolgebied . Daar voerde ze door losse ijsschotsen totdat ze zuidwaarts moest wederkeren, wegens gevaar van vastlopen in het pakijs.
In januari 1955 maakte de USS Perch een tocht naar de westelijke Grote Oceaan tegelijk een "verkennings en raid"-tocht naar Iwo Jima en waarnemingen aan andere eilanden in de Bonin-eilanden. In de periodes tussen de Verre Oosten-cruises, voltooide de USS Perch een typische trainingsopdracht en onderstreepte amfibische oefeningen in het San Diegogebied. 
De USS Perch werd weer ingezet als transportonderzeeboot, APSS-313, op 24 oktober 1956, vertrekkend vanuit San Diego op 5 november voor een verkenningstocht in het Panamakanaalgebied, en keerde naar San Diego terug op 11 december. Op het laatst van 1957 voerde hij weer een verkenningstocht vanuit San Diego naar Hawaï, en bracht meestal van 1958 tot 1959 in amfibische oefeningen in het San Diegogebied, met Mariniers- en Onderwater Ontmanteling Teams.
In december 1959 vertrok de USS Perch (APSS-313) vanuit San Diego en werd weer eens uit dienst geplaatst op 31 maart 1960. Hij liep binnen met de Mare Island Group van de Pacific Reserve Fleet te Vallejo, Californië.

### Jaren 1960
De USS Perch kwam weer eens in actieve dienst op 11 november 1961, met als Lt.-Comm. C. H. Hedgepeth in bevel, met oefeningen aan de Westkust en Hawaï, in de loop van 1962. Nu kwam hij aan op haar nieuwe toegewezen thuisbasis Subicbaai op de Filipijnen eilanden, in maart 1963.
Haar daaropvolgende operaties bestond uit marinetrainingen Speciale eenheden en Underwater Demolition Team (UDT) manschappen in verkenningsopdrachten en ook in het verschaffen van dienstoefeningen naar geallieerde landen. In mei en juni 1964 reisde de USS Perch naar Mindoro en oefende met de Britse commandostrijdkrachten. In juli en augustus verbleef ze in Hongkong, Pohang Bay, Korea (met R.O.K. Special Forces), Yokosuka en Okinawa, Japan.
In maart en april 1965 nam ze deel in exercities, genaamd "Jungle Drum III", door landingen met het 75e Marine Corps en verkende persoonlijk het Maleisische schiereiland, vanaf de Golf van Siam. De USS Perch leidde onderzoekings- en reddingsoperaties in de zonestrijd in Vietnam, gedurende de maanden augustus en september. Ze maakte twee amfibische landingen op de kust van Zuid-Vietnam, gedurende november en december, als deelname aan Operatie "Dagger Thrust". Gedurende januari landde de USS Perch UDT-commando's voor strand en kustonderzoekswerk in Zuid-Vietnam als deelname van Operatie "Couble Eagle". Ze nam verstrekkende diensten te Legazpi, Filipijnen eilanden, tot het trainen van Filipino's en Amerikaanse UDT manschappen, tussen lokale trainingsoperaties in, in het gebied van de Subicbaai.
De USS Perch werkte met Chinese Special Forces in Kaohsiung op Taiwan, en met de Army Special Forces te Keelung.

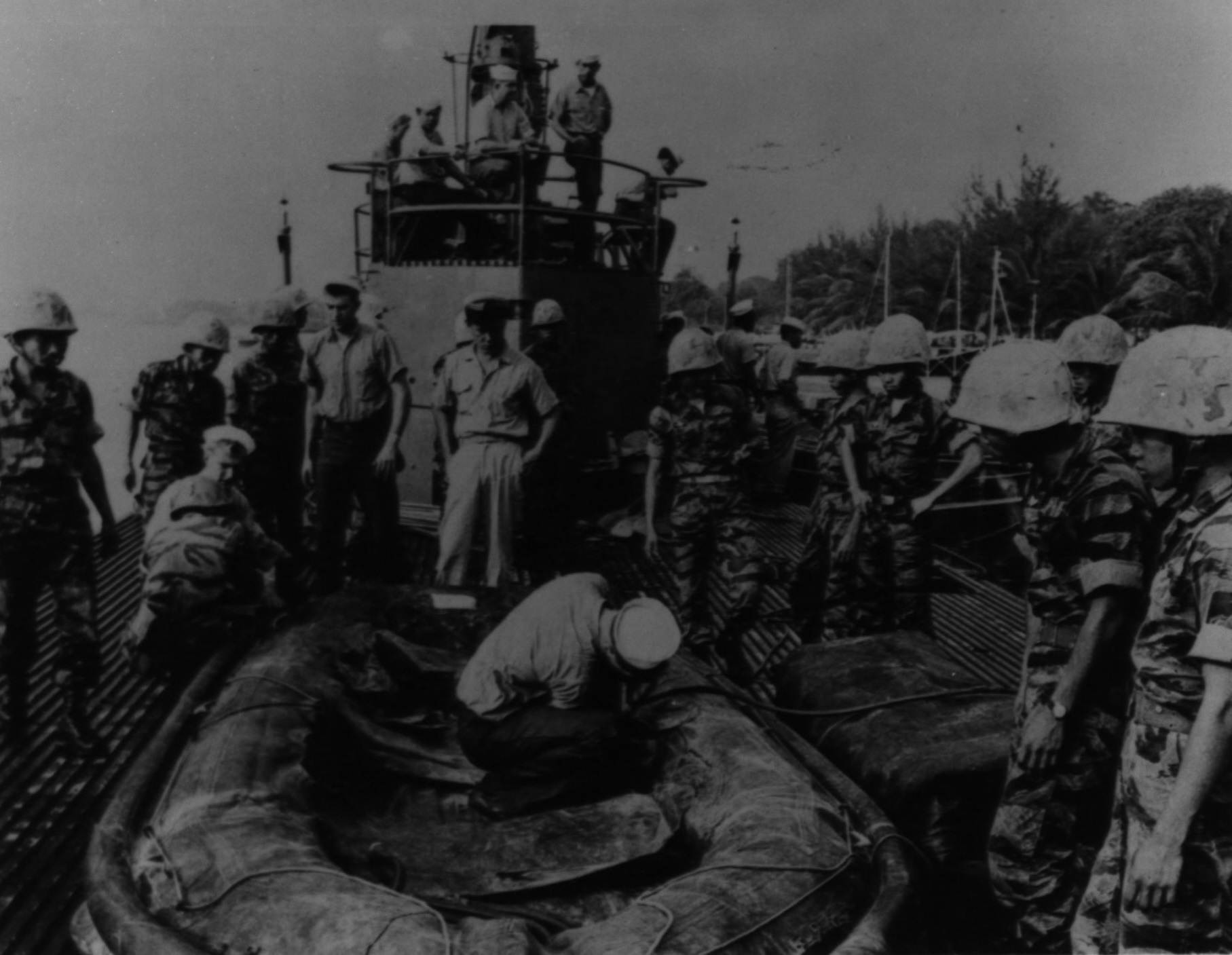
USS Perch in Vietnam

In juni nam de USS Perch deel in operatie "Deck House II" op de kust van Zuid-Vietnam. Weer eens in de zoveelste opdracht in augustus, ondernam de onvermoeibaar lijkende USS Perch verscheidene zelfstandige kustonderzoeken met UDT-eenheden langs de kust van Zuid-Vietnam. Voor Operatie "Deck house IV", in september, landde en dropte de USS Perch UDT-eenheden in vijf succesvolle nachten voor voorlandingen en kustverkenningen. Op 7 oktober 1966 liep de USS Perch voorop voor Pearl Harbor, via Hongkong, Palau Islands, Guam en Midway eiland.
Ze opereerde in Hawaïaanse wateren, in de loop van 1967, wanneer ze de taak als Naval Reserve Trainingsonderzeeboot verkreeg te San Diego.
Op 22 augustus 1968 werd de USS Perch geclassificeerd van APSS-313 naar transportonderzeeboot LPSS-313.
Nadien werd de onderzeeër ingedeeld als "Unclassified Misellaneous Submarine" IXSS-313, op 30 juni 1971, en ter beschikking gesteld voor doorverkoop en geschrapt te worden op 15 januari 1973.
De USS Perch werd voorgedragen voor de Battle Stars voor de Tweede Wereldoorlogsdienst en een Battle Star voor de Koreaanse Oorlogsdienst.

## USS Perch (SS-313)
- Bouwer: Electric Boat Company, Groton, Connecticut
- Gebouwd: 5 januari 1943
- Tewaterlating: 12 september 1943
- In dienst gesteld: 7 januari 1944 - als (SS-313)
- Uit dienst: januari 1947
- In herdienst: 20 mei 1948 - als (SSP/ASSP/APSS-313)
- Uit dienst: 31 maart 1960
- In herdienst: 11 november 1961 - als (LPSS/IXSS-313)
- Uit dienst: 1 december 1971
- Geschrapt: 1 december 1971
- Feit: Verkocht voor sloop, 15 januari 1973

### Technische gegevens
- Klasse en Type: Balao-klasse - dieselelektrische aandrijving onderzeeër U.S. Navy
- Waterverplaatsing: 1.526 ton (1.550 ton) boven water - 2.424 ton (2.460 ton) onder water
- Lengte: 95 m
- Breedte: 8,30 m
- Diepgang: 5,10 m (maximum)
- Vermogen: 4 x General Motors Model 16 - V16-dieselmotoren, totaal 5.400 pk (4,0 MW) - 4 x General Electric elektromotoren, totaal 2.740 pk (2,0 MW) - Twee schroeven
- Snelheid: 20,25 knopen (37 km/h) boven water - 8,75 knopen (16 km/h) onder water.
- Reikwijdte: 11.000 zeemijl (20.000 km) boven water
- Uithouding: 48 uren aan 2 knopen (4 km/h) - 75 dagen op patrouille
- Testdiepte: 400 voet (120 m)
- Bemanning: 6 officieren en 60 matrozen

### Bewapening
- 1 x 4-inch (102-mm)/50 cal. dekkanon
- 2 x .50" (12,7-mm) mitrailleurs
- 4 x .30" (7,62-mm) mitrailleurs
- 10 x 21-inch (533-mm) torpedobuizen (6 vooraan en 4 achteraan)
- 24 x torpedo's